# Area marina protetta Torre del Cerrano
L'area marina protetta Torre del Cerrano è la prima area marina protetta abruzzese e del medio Adriatico, istituita ufficialmente il 7 aprile 2010 con la pubblicazione della legge istitutiva sulla Gazzetta Ufficiale. Essa è situata fra i comuni di Silvi e Pineto, in provincia di Teramo, e comprende una fascia costiera di circa 7 km, tra la foce del torrente Calvano a Pineto e Piazza dei Pini a Silvi.

## Storia
La storia della zona dov'è situata l'area protetta non è molto nota, ma è molto interessante. In quest'area infatti sorgeva l'antico porto del Cerrano, ossia il porto della città collinare di Atri, un porto di origini romane molto importante per il commercio marittimo dell'Abruzzo. Fu distrutto dalla repubblica di Venezia insieme a quasi tutti i porti adriatici.
Una rinascita ci fu con Carlo V, che decise di costruire un efficiente sistema di protezione dalle invasioni saracene sulle coste del regno, costituito da torri di avvistamento visibili l'una dall'altra, in modo da poter comunicare velocemente. L'area dell'antico porto venne scelta come luogo dove edificare una delle torri di avvistamento: la Torre del Cerrano. Questa Torre è da oltre 500 anni il simbolo di Silvi e Pineto e ha dato il proprio nome all'Area Marina Protetta.
La storia dell'area protetta risale invece agli anni novanta - anni duemila. Nel febbraio 2008 è stato costituito il Consorzio di gestione dell'Area marina protetta Torre del Cerrano, atto propedeutico all'emissione del Decreto Ministeriale istitutivo del parco marino.
L'iter era iniziato nel 1997 quando il "Parco marino Torre di Cerrano" fu inserito nella legge 334.
Dopo molti anni, grazie al costante impegno da parte delle amministrazioni locali e soprattutto con il coinvolgimento di associazioni e portatori di interesse, il 7 aprile 2010 è stata pubblicata in Gazzetta Ufficiale della Repubblica Italiana il Decreto del Ministero Ambiente e Tutela Territorio Mare del 21 ottobre 2009, istitutivo dell'Area marina protetta Torre del Cerrano.

## Territorio
L'area protetta si estende per 3.431 ettari (a cui sommare un ettaro di costa) suddivisi in 3 zone di protezione:
- Zona B: la zona B è un quadrato che comprende il tratto di mare davanti alla Torre del Cerrano ed è la zona con più restrizioni dell'AMP;
- Zona C: la zona C tutela tutta la fascia di spiaggia e arriva fino a 2 km dalla costa;
- Zona D: la zona D è la più vasta e ha la forma di un trapezio; Essa comprende una fascia che arriva fino alle 3 miglia nautiche e all'interno della stessa si trovano le oasi di ripopolamento ittico della Provincia di Teramo.

La riserva tutela un tratto di mare unico in Abruzzo, perché è uno dei pochi rimasti dove si può trovare un ambiente dunale pressoché intatto e nel contempo si possono ammirare i resti sommersi di estremo interesse archeologico e naturalistico dell'antico porto di Atri che si trovano a pochi metri dalla costa.

## Flora
L'area dunale presenta una vegetazione psammofila: sono presenti il giglio di mare, il verbasco del Gargano (Verbascum niveum subsp. garganicum), la soldanella marittima e l'euforbia delle spiagge.
La pineta è caratterizzata da pino da pinoli e pino d'Aleppo, è inoltre presente il raro zafferanetto delle spiagge.

## Fauna
L'ambiente dunale dell'A.M.P. è caratterizzata dalla presenza del fratino, che arriva in primavera in questi luoghi per nidificare, per poi ripartire in autunno.
L'ambiente marino è invece popolato dalla vongola comune, da saraghi, spigole e soprattutto dal raro mollusco gasteropode Trivia adriatica.

## Punti d'interesse
- Antico porto di Atri
- Torre di Cerrano
- La pineta litoranea, progetto di Luigi Corrado Filiani
- i fondali sabbiosi adriatici e alcune scogliere di fondo
- le dune (cordoni di sabbia)